# Trạm quan sát Trái Đất của NASA
Trạm quan sát Trái Đất của NASA là một tổ chức xuất bản online các hình ảnh về Trái Đất được quan sát từ vệ tinh của cơ quan NASA của Hoa Kỳ.
Trạm này là nguồn chính cung cấp các hình ảnh từ vệ tinh, cùng các thông tin khoa học khác về Trái Đất, đặc biệt chú trọng về các vấn đề khí hậu và môi trường. Công chúng được tự do sử dụng các hình ảnh này.